# Caroline Jebb
Caroline Lane Jebb, Lady Jebb (1840- 11 juillet 1930), née Reynolds, puis Slemmer, est une  intellectuelle et mondaine américaine.

## Biographie
Née Caroline Lane Reynolds en 1840 à Evansburg, Pennsylvanie, elle est la fille du révérend John Reynolds qui est un ecclésiastique anglais qui immigre aux États-Unis vers 1825. Elle épouse en 1856 le lieutenant Adam J. Slemmer et ils vivent sur des bases militaires en Caroline du Sud, en Floride et dans le territoire du Wyoming. Il est brigadier-général dans l'armée de l'Union pendant la guerre de Sécession. Leur seul enfant, un fils, est mort jeune. Après la mort de Slemmer en 1868, elle déménage à Cambridge, en Angleterre, pour rendre visite à des parents, dont sa cousine Mrs Potts.
En 1874, elle épouse Richard Claverhouse Jebb. Ils vivent à Glasgow, où son mari est professeur, mais passent des étés à Cambridge jusqu'à la mort de Benjamin Hall Kennedy, qui laisse vacant le poste de Regius Professor of Greek à Cambridge. Son cercle social comprend Robert Browning, Thomas Carlyle, Charles Darwin, Benjamin Disraeli, George Eliot, Charles Hale (en), Oliver Wendell Holmes, James Russell Lowell, Alfred Tennyson, Ellen Terry, Mark Twain et William Thackeray. Sa nièce, Maud du Puy, fille de sa sœur Ellen la suit en Angleterre et elle prend le rôle de mère par procuration, l'aidant à arranger son mariage en 1884 avec George Darwin, le fils astronome du naturaliste Charles Darwin.
Elle devient Lady Jebb après que son mari ait été fait chevalier en 1900 ; elle est veuve une seconde fois en 1905. En 1907, elle publie une biographie de son second mari, Life and letters of Sir Richard Claverhouse Jebb, OM, LITT. D. avec un chapitre d'Arthur Woollgar Verrall.
En 1918, après des difficultés en Angleterre dues à la Première Guerre mondiale, elle retourne aux États-Unis. Elle est décédée à Érié, en Pennsylvanie en 1930,,. Ses cendres sont ensuite inhumées dans la tombe de son défunt mari dans la paroisse de l'Ascension Burial Ground à Cambridge. Elle est abondamment mentionnée, bien illustrée et caractérisée comme une matriarche dans le livre Period Piece de Gwen Raverat en 1952 comme "(Grande) Tante Cara", avec son mari "(Grand) Oncle Dick.
Une biographie et une correspondance choisie sont publiées en 1960 par Mary Reed Bobbitt. Ses papiers sont conservés par le Five College Consortium.